# Quintanilla (Cebanico)
Quintanilla es una localidad española perteneciente al municipio de Cebanico, en la provincia de León, comunidad autónoma de Castilla y León.

## Geografía

### Ubicación
| Noroeste: Llama de la Guzpeña   | Norte: Cerezal de la Guzpeña | Noreste: Villamorisca       |
| Oeste: Santa Olaja de la Acción |                              | Este: Villamorisca          |
| Suroeste Cebanico               | Sur: La Vega de Almanza      | Sureste: La Vega de Almanza |

## Demografía
Evolución de la población
| Gráfica de evolución demográfica de Quintanilla entre 2000 y 2017  |
|                                                                    |
| Población de derecho (2000-2017) según el padrón municipal del INE |